# Bakonynána
Bakonynána là một thị trấn thuộc hạt Veszprém, Hungary. Thị trấn này có diện tích 14,93 km², dân số năm 2010 là 1046 người, mật độ 70 người/km².